# ISO 3166-2:BH
ISO 3166-2:BH是巴林ISO 3166-2的代碼，是国际标准化组织发布的ISO 3166标准的一部分，该标准为ISO 3166-1中所有国家的行政區（例如省或州）分配代码。目前，巴林为該國4個省分配了ISO 3166-2代码。每个代码由两部分组成，用一个连字符隔开。第一部分是BH，第二部分是一个字母。

## 代码
| BH-13 | 首都省     |
| BH-14 | 南方省     |
| BH-15 | 穆哈拉克省 |
| BH-17 | 北方省     |

2015年11月27日原BH-16删除。